# Cantonul Sainte-Croix-Volvestre
Cantonul Sainte-Croix-Volvestre este un canton din arondismentul Saint-Girons, departamentul Ariège, regiunea Midi-Pyrénées, Franța.

## Comune
- Bagert
- Barjac
- Bédeille
- Cérizols
- Contrazy
- Fabas
- Lasserre
- Mauvezin-de-Sainte-Croix
- Mérigon
- Montardit
- Sainte-Croix-Volvestre (reședință)
- Tourtouse